# Comté de Hettinger
Le comté de Hettinger est un des 53 comtés du Dakota du Nord, aux États-Unis.
Siège : Mott.

## Démographie
| 1910  | 1920  | 1930  | 1940  | 1950  | 1960  |
| ----- | ----- | ----- | ----- | ----- | ----- |
| 6 557 | 7 685 | 8 796 | 7 457 | 7 100 | 6 317 |

| 1970  | 1980  | 1990  | 2000  | 2010  | - |
| ----- | ----- | ----- | ----- | ----- | - |
| 5 075 | 4 275 | 3 445 | 2 715 | 2 477 | - |